# Primera División 1942/43
Die Primera División 1942/43 war die zwölfte Spielzeit der höchsten spanischen Fußballliga. Sie startete am 27. September 1942 und endete am 4. März 1943.

## Vor der Saison
- Als Titelverteidiger ging der erstmalige Meister FC Valencia ins Rennen. Letztjähriger Vizemeister wurde Real Madrid.
- Aufgestiegen aus der Segunda División sind Betis Sevilla und Saragossa FC.

## Vereine
| Verein              | Stadt                 | Stadion                   |
| ------------------- | --------------------- | ------------------------- |
| CF Barcelona        | Barcelona             | Camp de Les Corts         |
| Español Barcelona   | Barcelona             | Estadi Sarrià             |
| Atlético Bilbao     | Bilbao                | Estadio San Mamés         |
| CD Castellón        | Castellón de la Plana | Campo del Sequiol         |
| FC Granada          | Granada               | Estadio des Los Cármenes  |
| Deportivo La Coruña | La Coruña             | Estadio Riazor            |
| Real Madrid         | Madrid                | Estadio de Chamartín      |
| Atlético Aviación   | Madrid                | Estadio Metropolitano     |
| Real Oviedo         | Oviedo                | Estadio Buenavista        |
| Saragossa FC        | Saragossa             | Estadio de Torrero        |
| Betis Sevilla       | Sevilla               | Estadio Benito Villamarín |
| FC Sevilla          | Sevilla               | Estadio de Nervión        |
| FC Valencia         | Valencia              | Estadio Mestalla          |
| Celta Vigo          | Vigo                  | Estadio Balaídos          |

## Abschlusstabelle
| Pl. | Verein              | Sp. | S  | U  | N  | Tore    | Quote | Punkte |
| --- | ------------------- | --- | -- | -- | -- | ------- | ----- | ------ |
| 1.  | Atlético Bilbao     | 26  | 16 | 4  | 6  | 073:380 | 1,92  | 36:16  |
| 2.  | FC Sevilla          | 26  | 15 | 3  | 8  | 063:470 | 1,34  | 33:19  |
| 3.  | CF Barcelona (P)    | 26  | 14 | 4  | 8  | 077:500 | 1,54  | 32:20  |
| 4.  | CD Castellón        | 26  | 13 | 5  | 8  | 041:430 | 0,95  | 31:21  |
| 5.  | Celta Vigo          | 26  | 14 | 2  | 10 | 052:500 | 1,04  | 30:22  |
| 6.  | Real Oviedo         | 26  | 12 | 4  | 10 | 053:630 | 0,84  | 28:24  |
| 7.  | FC Valencia (M)     | 26  | 10 | 7  | 9  | 058:450 | 1,29  | 27:25  |
| 8.  | Atlético Aviación   | 26  | 11 | 5  | 10 | 054:440 | 1,23  | 27:25  |
| 9.  | Deportivo La Coruña | 26  | 7  | 12 | 7  | 035:320 | 1,09  | 26:26  |
| 10. | Real Madrid         | 26  | 10 | 5  | 11 | 052:500 | 1,04  | 25:27  |
| 11. | Español Barcelona   | 26  | 9  | 6  | 11 | 045:510 | 0,88  | 24:28  |
| 12. | FC Granada          | 26  | 9  | 4  | 13 | 056:680 | 0,82  | 22:30  |
| 13. | Saragossa FC (N)    | 26  | 2  | 9  | 15 | 025:570 | 0,44  | 13:39  |
| 14. | Betis Sevilla (N)   | 26  | 2  | 6  | 18 | 028:740 | 0,38  | 10:42  |

Platzierungskriterien: 1. Punkte – 2. Direkter Vergleich  – 3. Torquotient – 4. geschossene Tore
| (M) | Spanischer Meister 1941/42                 |
| (P) | Pokalsieger 1942                           |
| (N) | Neuaufsteiger der Segunda División 1941/42 |

### Relegation
|                   | Ergebnis |                 |
| ----------------- | -------- | --------------- |
| Español Barcelona | 2:1      | Sporting Gijón  |
| FC Granada        | 2:0      | Real Valladolid |

## Kreuztabelle
| 1942/43             | Atlético Bilbao |     | CF Barcelona | CD Castellón | Celta Vigo | Real Oviedo | FC Valencia | Atlético Aviación | Deportivo La Coruña | Real Madrid | Español Barcelona | FC Granada | Saragossa FC | Betis Sevilla |
| ------------------- | --------------- | --- | ------------ | ------------ | ---------- | ----------- | ----------- | ----------------- | ------------------- | ----------- | ----------------- | ---------- | ------------ | ------------- |
| Atlético Bilbao     |                 | 5:0 | 5:2          | 4:0          | 4:0        | 8:1         | 5:1         | 5:2               | 0:2                 | 3:2         | 2:1               | 4:1        | 2:0          | 5:0           |
| FC Sevilla          | 2:0             |     | 4:2          | 4:1          | 2:0        | 0:5         | 3:1         | 2:1               | 2:1                 | 3:0         | 4:2               | 3:2        | 6:0          | 5:0           |
| CF Barcelona        | 1:3             | 3:1 |              | 7:1          | 8:0        | 6:2         | 1:2         | 5:0               | 1:1                 | 5:5         | 2:0               | 5:2        | 4:1          | 4:1           |
| CD Castellón        | 2:2             | 2:0 | 0:2          |              | 5:0        | 3:0         | 1:0         | 0:0               | 3:1                 | 3:0         | 2:1               | 3:2        | 3:0          | 3:0           |
| Celta Vigo          | 4:1             | 1:0 | 4:2          | 5:0          |            | 2:0         | 2:0         | 1:1               | 0:1                 | 2:1         | 3:2               | 8:3        | 3:2          | 4:2           |
| Real Oviedo         | 3:3             | 4:4 | 3:2          | 4:1          | 1:0        |             | 4:1         | 2:1               | 1:1                 | 3:4         | 3:1               | 4:2        | 1:1          | 4:1           |
| FC Valencia         | 2:2             | 4:2 | 2:4          | 1:2          | 1:1        | 7:0         |             | 3:0               | 1:0                 | 3:3         | 3:0               | 3:2        | 7:0          | 8:3           |
| Atlético Aviación   | 2:3             | 1:0 | 4:0          | 5:1          | 3:1        | 3:0         | 1:1         |                   | 1:2                 | 2:1         | 2:3               | 7:1        | 3:1          | 5:1           |
| Deportivo La Coruña | 2:0             | 1:1 | 2:2          | 0:1          | 3:1        | 0:1         | 2:2         | 0:0               |                     | 1:2         | 2:2               | 2:2        | 3:1          | 0:0           |
| Real Madrid         | 2:0             | 1:1 | 3:0          | 0:0          | 2:4        | 2:1         | 0:1         | 1:3               | 4:3                 |             | 7:0               | 2:2        | 2:1          | 3:1           |
| Español Barcelona   | 2:2             | 1:2 | 1:3          | 3:1          | 1:0        | 5:0         | 1:0         | 4:2               | 1:1                 | 4:2         |                   | 2:1        | 0:0          | 3:0           |
| FC Granada          | 1:3             | 4:3 | 2:3          | 1:2          | 3:1        | 3:1         | 4:2         | 3:1               | 1:2                 | 1:0         | 2:2               |            | 1:1          | 6:2           |
| Saragossa FC        | 0:1             | 3:4 | 1:1          | 0:0          | 1:2        | 1:3         | 0:0         | 2:2               | 1:1                 | 0:2         | 4:2               | 2:3        |              | 1:0           |
| Betis Sevilla       | 3:1             | 2:5 | 0:2          | 1:1          | 1:3        | 1:2         | 2:2         | 1:2               | 1:1                 | 3:1         | 1:1               | 0:1        | 1:1          |               |

## Nach der Saison
- 1. – Atlético Bilbao – Meister

Absteiger in die Segunda División
- 13. – Saragossa FC
- 14. – Betis Sevilla

Aufsteiger in die Primera División
- Real Sociedad
- CE Sabadell

## Pichichi-Trophäe
Die Pichichi-Trophäe wird jährlich für den besten Torschützen der Spielzeit vergeben.
| Pl. | Nat.         | Spieler        | Verein            | Tore |
| --- | ------------ | -------------- | ----------------- | ---- |
| 1   | Spanien 1938 | Mariano Martín | CF Barcelona      | 32   |
| 2   | Spanien 1938 | Mundo          | FC Valencia       | 23   |
| 3   | Spanien 1938 | José Juncosa   | Español Barcelona | 22   |
| 4   | Spanien 1938 | Basilio Nieto  | CD Castellón      | 20   |
| 5   | Spanien 1938 | Zarra          | Atlético Bilbao   | 17   |

## Die Meistermannschaft von Atlético Bilbao
(Spieler mit mindestens 5 Einsätzen wurden berücksichtigt; in Klammern sind die Spiele und Tore angegeben)
| 1.              | Atlético Bilbao |
| Atlético Bilbao | - Tor: Raimundo Lezama (19/–) - Abwehr: Salvador Arqueta (24/2); Roberto Bertol (24/–); Juan José Mieza (26/–); Nando (15/–) - Mittelfeld: Antonio Ortiz (14/–); Higino Ortúzar (13/–); José Luis Panizo (24/12); Isidoro Urra (14/–) - Sturm: José Duque (11/11); Elices (6/1); Agustín Gaínza (20/10); Francisco Gárate (19/10); Rafael Iriondo (25/8); Zarra (17/17) - Trainer: Juan Urquizu |